# Aussière

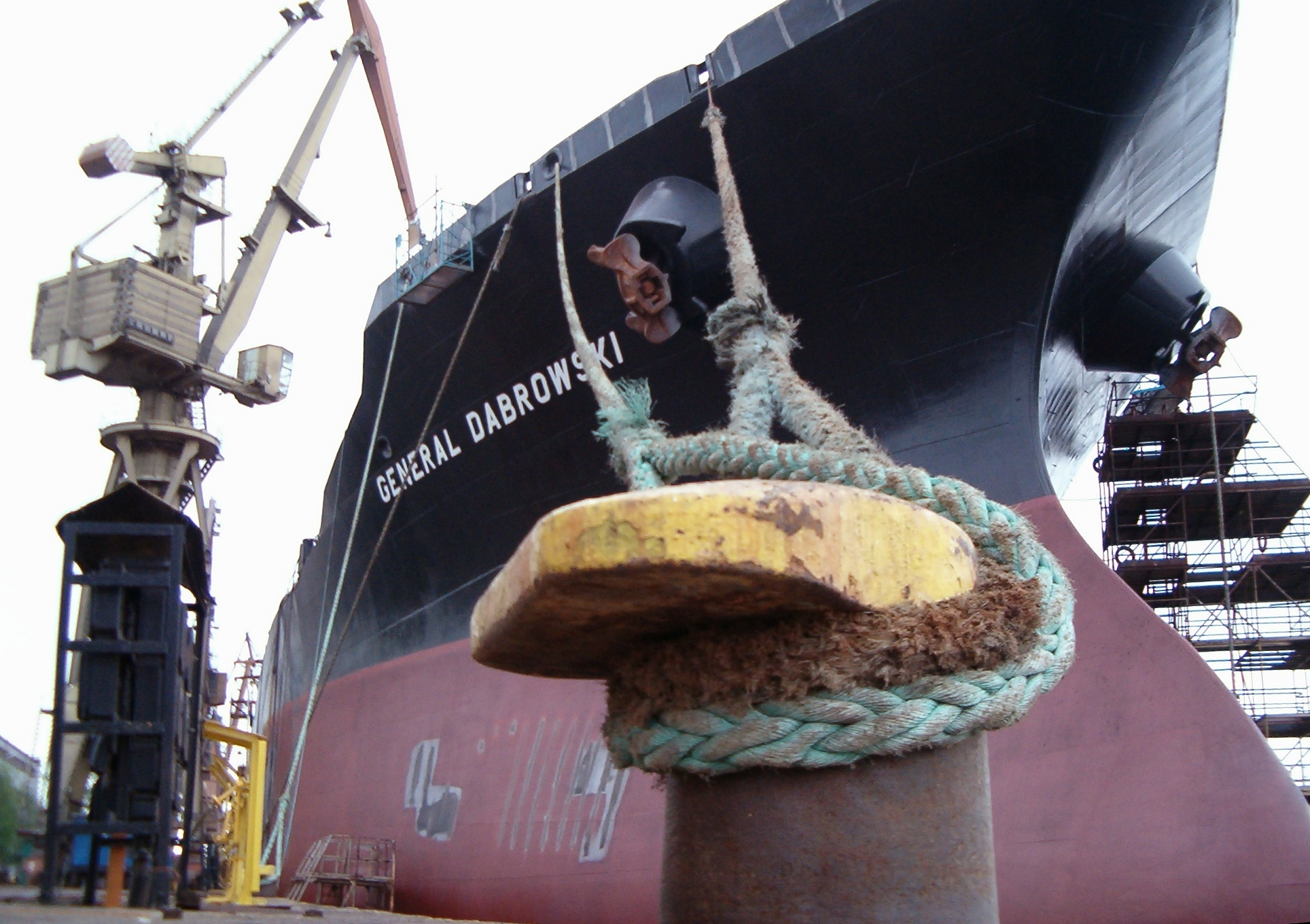
Aussières en polypropylène huit brins.

Une aussière ou haussière est un gros cordage employé pour l’amarrage et le remorquage de navires. Ce cordage sert, dans la marine marchande ou dans la navigation fluviale, à la confection des manœuvres dormantes, ainsi qu'aux manœuvres de force. 
Ces aussières sont traditionnellement faites de trois torons « commis » entre eux, ce qui signifie « réunis en spirale les uns autour des autres ». 
En cas particulier, dans le monde de la pêche, il peut aussi s'agir au choix d'une simple ralingue qui passe par les mailles supérieures d'un filet de pêche et porte les lièges ou bouchons destinés à les soutenir ou d'un simple filin reliant un casier à une bouée.
Dans la marine à voile, ces cordages servaient aussi au gréement du navire.

## Caractéristiques principales
La qualité d'une aussière est principalement sa résistance, mais d'autres facteurs sont également importants : l'élasticité, le poids, la maniabilité.
Les aussières synthétiques en polypropylène à huit brins (aussières « tressées ») sont celles couramment utilisées pour les grands navires, elles flottent et sont relativement maniables et surtout ne font pas de coques , elles peuvent être lovées à droite ou à gauche contrairement à celles à 3 torons. Leur élasticité peut aller jusqu'à 30 %, ce qui permet de répartir les tensions sur les différentes aussières.
Les câbles d'extraction employés dans les mines, de section rectangulaire plate, étaient la réunion de plusieurs aussières en chanvre de manille reliées entre elles par couture transversale. 

## Étymologie et petit vocabulaire technique
Le mot ancien est attesté en 1382 en ancien français, désignant un cordage de traction ou de halage, servant à touer ou amarrer, que ce soit en mer et sur les rivières et fleuves. Il proviendrait du latin populaire helciara ou helciaria, de même signification, lui-même issu ou apparenté au latin classique helcium « collier de trait ». Les haleurs ou les chevaux de halage servaient de force motrice. Notez qu'il existe de nombreuses variantes dialectales françaises ancière, hansière... Le terme appliqué à la pêche semble plus récent, il le serait après 1802 en français véhiculaire autorisé.
L'influence du verbe français hausser sur l'écriture de ce mot de métier semble tardive et littéraire. Le terme anglais correspondant au sens de « cordage utilisé pour amarrer ou remorquer un bateau » est très proche phonétiquement : hawser.
Une aussière fournie par les ports aux usagers se nomme amarre de poste.
Les bittes dites d'amarrage servent à tourner les aussières, avec prudence. Pour empêcher une aussière de décapeler, c'est-à-dire de s'ôter totalement de la tête de bitte, une paille de bitte est employée : traversant la bitte, elle retient le cordage.
Embraquer le mou d'une aussière, c'est tirer sur ce cordage de manière à le raidir. L'encablure en pratique d'amarrage ou de remorquage peut être la longueur normale d'une glène de haussière, c'est-à-dire du cordage enroulé. 
La passeresse peut être une aussière passée d'avance sous la coque d'un bâtiment afin de permettre la prompte mise en place  d'un paillet makarof.